# Eukiefferiella chuzenonus
Eukiefferiella chuzenonus är en tvåvingeart som beskrevs av Sasa 1984. Eukiefferiella chuzenonus ingår i släktet Eukiefferiella och familjen fjädermyggor. Inga underarter finns listade i Catalogue of Life.